# Валтер Хайц
Валтер Хайц (на немски: Walter Heitz) (1878 – 1944) е немски генерал-полковник, служил по време на Втората световна война. Хайц командва VIII. армейски корпус на Източния фронт.
Умира от рак на 9 февруари 1944 г., докато е в съветски плен.

## Награди
- Орден на Хоенцолерните – Рицарски кръст с мечове
- Значка за раняване (1918) – черна
- Пръчици към Железния кръст II и I степен – 1939 г.
- Германски кръст – златен (22 април 1942 г.)
- „Ханзейски кръст“ на Хамбург
- Кръст на честта
- Източен фронт (медал)
- Рицарски кръст с дъбови листа
  - Носител на Рицарски кръст (4 септември 1940 г.) като Генерал от артилерията и командир на 8-и армейски корпус[1][2]
  - Носител на дъбови листа №156 (21 декември 1942 г.) като Генерал от артилерията и командир на 8-и армейски корпус[1][3]